# Bracon hungaricus
Bracon hungaricus är en stekelart som först beskrevs av Szepligeti 1896.  Bracon hungaricus ingår i släktet Bracon och familjen bracksteklar. Inga underarter finns listade.